# Anua cognata
Anua cognata är en fjärilsart som beskrevs av Walker 1865. Anua cognata ingår i släktet Anua och familjen nattflyn. Inga underarter finns listade i Catalogue of Life.